# STS Biler
STS Biler A/S er en dansk bilforhandler- og autoværkstedskæde med otte afdelinger i Midtjylland samt hovedkvarter i Holstebro. De forhandler, markedsfører, servicerer og vedligeholder personbiler og varebiler af mærket Toyota.  STS Biler har afdelinger i Holstebro, Lemvig, Ikast, Herning, Skive, Viborg, Hobro og Bjerringbro. 
STS Biler er grundlagt 1969, hvor 3 unge mennesker – Per Sander, Jens Tang og Leif Sørensen – slog efternavnsinitialerne sammen og startede bilforretning i Holstebro. Efter en årrække som DOMI-forhandler bliver STS Biler autoriseret Toyota-forhandler i 1981. I 2024 havde de ca. 107 ansatte.